# Ed Sol
Johan Wilhelm Eduard Sol dit Ed Sol (10 juin 1881 à Buitenzorg à l'époque aux Indes orientales néerlandaises et aujourd'hui en Indonésie, et mort le 21 octobre 1965 à La Haye) est un footballeur international néerlandais, qui évoluait au poste de milieu de terrain.

## Biographie

### Carrière en club
Il passe l'intégralité de sa carrière de joueur au VV La Haye.

### Carrière en sélection
Il est le capitaine de la sélection néerlandaise lors des Jeux olympiques de 1908, compétition lors de laquelle il remporte la médaille de bronze. Il dispute les deux matchs de la sélection néerlandaise, contre la Grande-Bretagne et la Suède.
Il dispute un total de trois matchs en faveur de la sélection néerlandaise.

## Palmarès
Pays-Bas
- Jeux olympiques :
  -  Bronze : 1908.